# Benas
Benas ist ein männlicher Vorname. 

## Herkunft und Bedeutung
→ Hauptartikel: Benjamin bzw. Benedikt
Beim Namen Benjamin handelt es sich um einen litauischen Diminutiv von Benjaminas oder Benediktas.

## Verbreitung
In Litauen gehört der Name Benas zu den beliebtesten Jungennamen. Im Jahr 2020 stand er an der Spitze der Vornamenscharts. Zuletzt belegte er Rang 5 der Hitliste (Stand 2021).

## Namensträger
- Benas Veikalas (* 1983),  Basketballspieler
- Benas Šimkus (1941–2023), Polizist und Politiker,  Vizebürgermeister von Klaipėda